# 一木喜德郎
一木喜德郎男爵（日语： Ichiki Kitokurō，1867年5月7日—1944年12月17日），是日本大正与昭和时期的法学家、政治家。

## 生平
他毕业于帝国大学并在该校法学部任教授，著名的天皇机关说理论学者美浓部达吉曾是他的学生。其后他于1914年出任第二次大隈内阁的文部大臣和内务大臣，1925年至1936年期间担任宫内大臣、枢密院议长等职，并作为宫中重臣辅佐年轻的昭和天皇。他在二二六事件后辞去职务，转任大日本報徳社社长。
1944年12月17日，他病逝于东京府自宅，享年78岁。

## 文献来源
- Conners, Leslie. The Emperor's Adviser: Saionji Kinmochi and Pre-War Japanese Politics. Routledge Kegan & Paul. ISBN 0-7099-3449-1
- Miller, Frank Owen. (1965). Minobe Tatsukichi: Interpreter Of Constitutionalism in Japan. Berkeley: University of California Press. OCLC 562979985 （页面存档备份，存于）
- Ozaki, Yukio. (2001). The Autobiography of Ozaki Yukio: The Struggle for Constitutional Government in Japan (translated by Fujiko Hara). （页面存档备份，存于） Princeton: Princeton University Press. ISBN 978-0-691-05095-9